# Anoplotherium
Anoplotherium ist eine ausgestorbene Gattung der Paarhufer (Artiodactyla), die vom Oberen Eozän bis ins Unterste Oligozän lebte. Ihr Erstfund stammt aus den Gips-Steinbrüchen in der Nähe von Montmartre, Paris.

## Etymologie

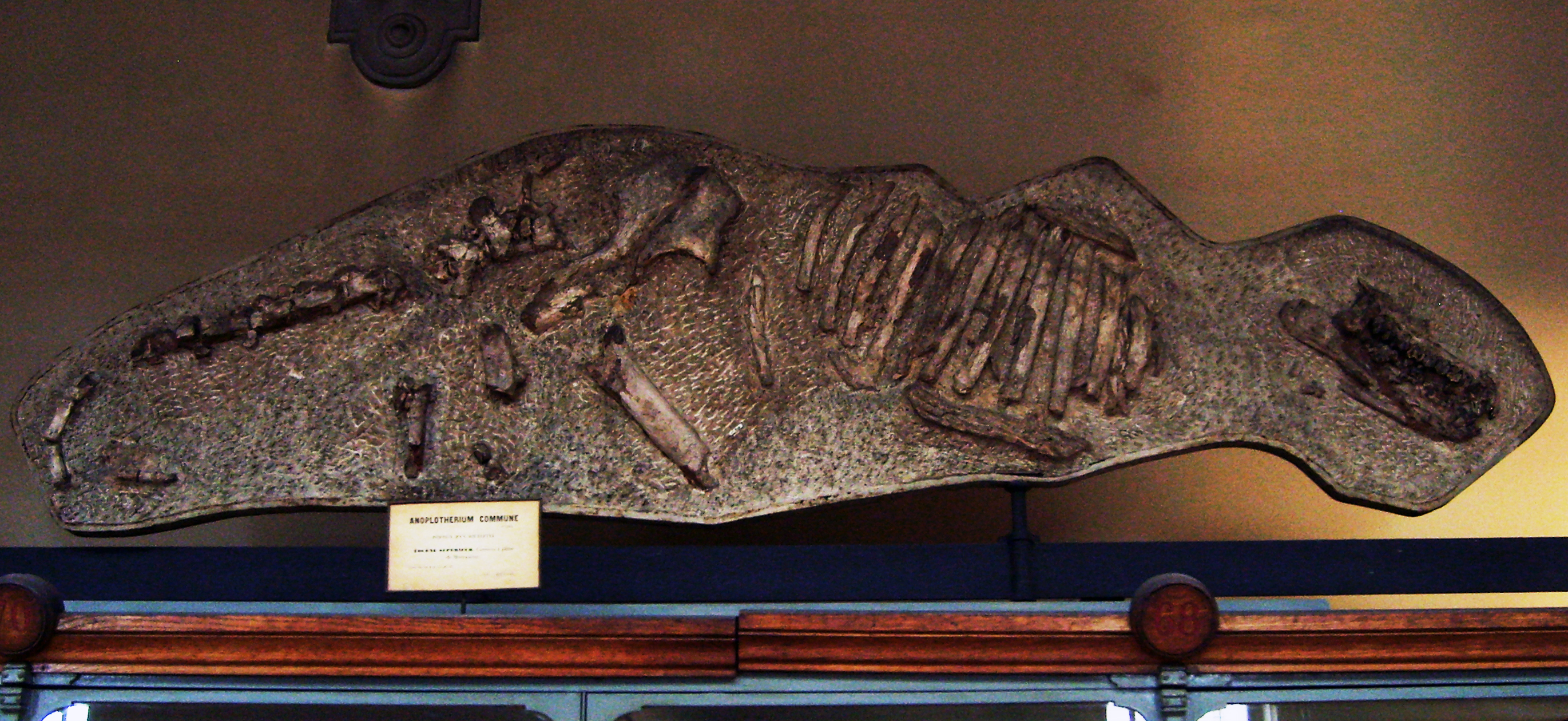
Fossil von Anoplotherium commune im Muséum national d'Histoire naturelle in Paris

Die Bezeichnung Anoplotherium ist eine Wortschöpfung aus dem Griechischen und setzt sich zusammen aus der Vorsilbe αν an (un, nicht), ὅπλον hóplon (Kriegsgerät, schwere Waffen, schwere Rüstung, Schwerbewaffnete) und θήρ thēr (wildes Tier, Ungeheuer) – d. h. unbewaffnetes Tier. Diese Benennung verweist auf das Fehlen von Hauern oder Stoßzähnen.

## Geschichte
Der Erstfund von Anoplotherium war bereits 1804 in den Gipssteinbrüchen vom Butte Montmartre in Paris gemacht worden. Er wurde im selben Jahr von Georges Cuvier wissenschaftlich beschrieben. Gray stellte 1825 die Gattung zu den Rhinocerotina bzw. Rhinocerotoidea (Nashörner) und Robert Owen ordnete sie 1848 noch der Unterordnung der Wiederkäuer (Ruminantia) zu. Alfred Sherwood Romer platzierte sie 1960 unter den Schwielensohlern. Erst Robert L. Carroll (1988) und erneut J. J. Hooker wiesen ihr als eigene Familie die Anoplotheriidae innerhalb der Unterordnung Tylopoda (Schwielensohler) zu. J. Sudre hatte bereits 1977 die Familien Anoplotheriidae und die verwandten Cainotheriidae zur Überfamilie Anoplotheroidea vereint.

## Beschreibung

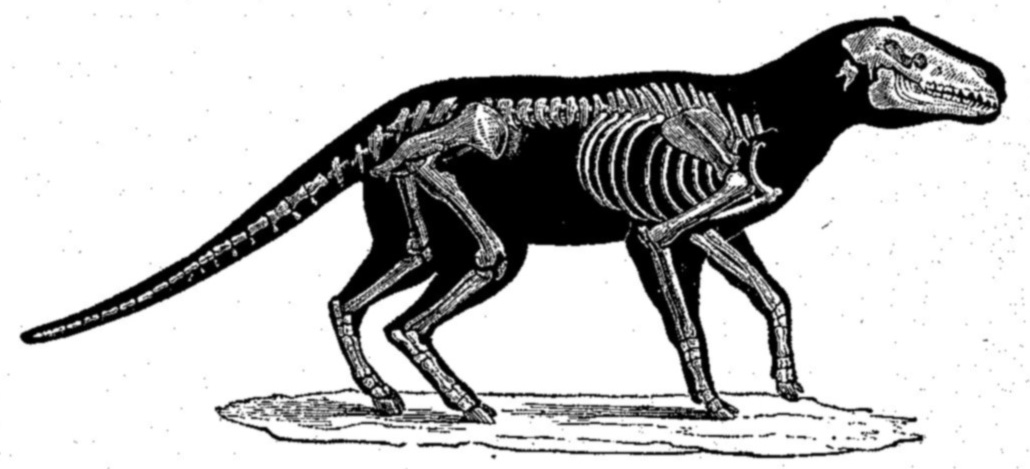
Rekonstruktion von Anoplotherium

Anoplotherium war ein primitiver, selenodonter Paarhufer mit vier Zehen im Hinter- und fünf Zehen im Vorderfuß. Speiche und Elle waren noch nicht miteinander verwachsen und auch die Mittelhand- und Mittelfußknochen waren noch frei beweglich. Die  Augenhöhle war hinten noch nicht ganz geschlossen und der Warzenteil des Schläfenbeins trat seitlich hervor.
Das kontinentale, auf dem Boden lebende Tier war ein relativ großer Pflanzenfresser, der zum Erreichen seiner Nahrung sich auf seinen Hinterbeinen aufrichtete. Das Tier konnte so noch an Blätter in über 2 Meter Höhe herankommen, eine Eigenschaft, in der es ihm keine andere zur damaligen Zeit lebende Säugetierart gleichtat. Die Bipedalität von Anoplotherium lässt sich anhand seines Knochenbaus erkennen – so besitzt das Becken ausgeweitete Darmbeine und eine lange Schambeinfuge, mittig gebogene Schienbeine, die kürzer als die Oberschenkelbeine sind sowie sich nach hinten verbreiternde Schwanzwirbel. Die Muskel zum Heben der Vorderextremitäten besaßen eine große Ansatzfläche über dem Schulterblatt und der Schwanz war zum Ausbalancieren des Oberkörpers lang und sehr muskulös. Die Vorderbeine waren recht kurz und die Zehen trugen keine Krallen, sondern waren behuft.

## Arten, Synonyme und verwandtschaftliche Beziehungen
Einzige gesicherte Art von Anoplotherium ist Anoplotherium latipes. Synonyme sind Anoplotherium platypus Pomel 1851 (nomen dubium) und Eurytherium Gervais 1852. Die Spezies Anoplotherium commune und Anoplotherium laurillardi sind vermutlich ebenfalls identisch mit Anoplotherium latipes und zeigen Unterschiede nur aufgrund von Geschlechtsdimorphismus.
Schwestertaxa sind Dacrytherium elegans, Tapirulus schlosseri und Robiacina minuta.

## Vorkommen
Überreste von Anoplotherium sind auf Europa beschränkt, sie finden sich in folgenden Ländern:
- Deutschland
- England
- Frankreich
- Schweiz

Die einzige bisher bekannte Fundstätte von Anoplotherium in Deutschland ist Frohnstetten auf der Schwäbischen Alb bei Sigmaringen. Die Fossilien fanden sich in einer paläogenen Spaltenfüllung im Jurakalk.
In der Schweiz wurden Reste von Anoplotherium im Priabonium (Escamps-Horizont) vom Mormont bei La Sarraz (Kanton Waadt) entdeckt.
Die Funde in England konzentrieren sich auf das Hampshire-Becken, insbesondere auf die Headon-Hill-Formation, Bembridge-Limestone-Formation und auf das Untere Hamstead-Member der Bouldnor-Formation der Isle of Wight.
In Frankreich wurden neben dem Erstfund im Pariser Becken auch Funde im Aquitanischen Becken gemacht, beispielsweise im Süden des Départements Dordogne bei Eymet und in den Phosphoriten des Quercy bei Aubrelong  sowie in der Provence bei Apt.

## Zeitlicher Rahmen

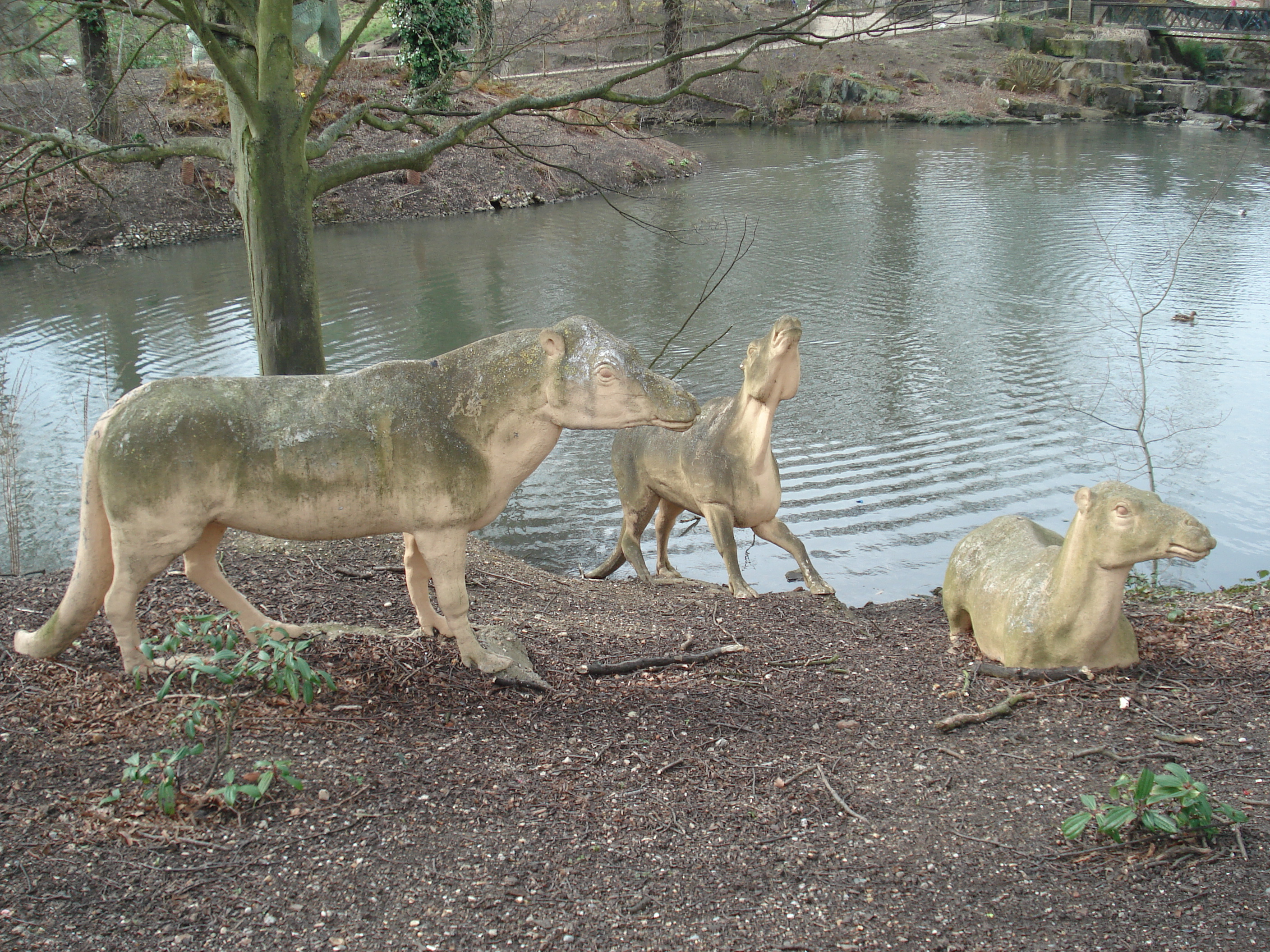
Nachbildung von Anoplotherium im Crystal Palace

Die gemachten Funde von Anoplotherium überspannen den Zeitraum Priabonium bis Unteres Rupelium und dürften somit etwa zwischen 37 und 33 Millionen Jahre alt sein. Der einzige bisher bekannte Fund aus dem Rupelium (Unteres Oligozän) stammt aus dem Ronzon-Niveau der spaltenfüllenden Quercy-Phosphorite.
Die Anoplotherienfunde wurden bisher den Landsäugetierzonen MP17A, MP17B, MP20 und MP21 zugewiesen, d. h., sie gehören zur Faunenzone des Headoniums und des Sueviums. Die Tiere hatten die Grande Coupure überlebt, starben aber dann in der Folgezeit aus.